# Nemesperk
Nemesperk (szlovákul Perkovce) egykor önálló település Szlovákiában, a Nyitrai kerületben, a Nyitrai járásban. 1909-től Suránykához tartozik.

## Fekvése
Nyitrától 15 km-re északra fekszik.

## Élővilága

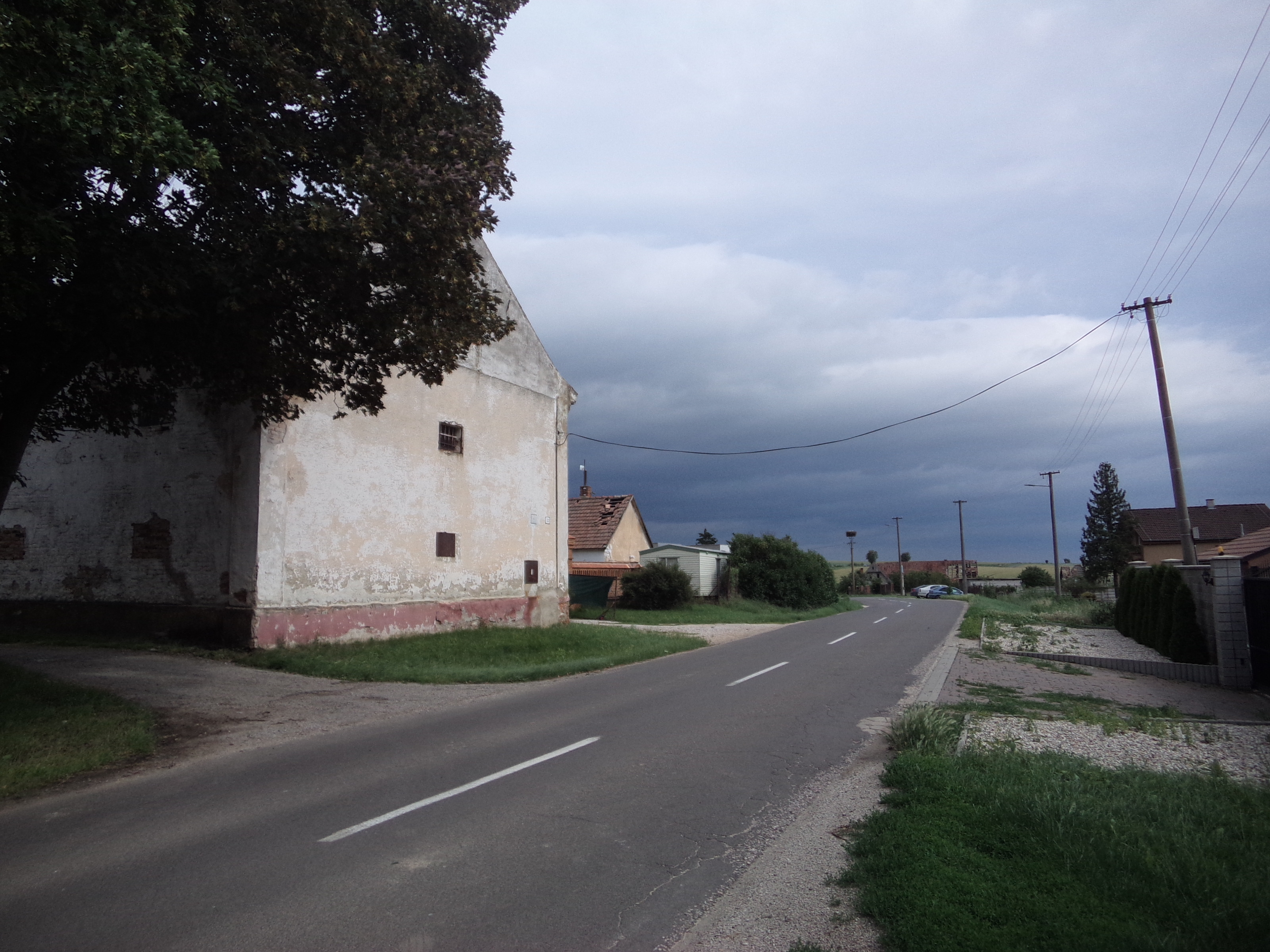
2020
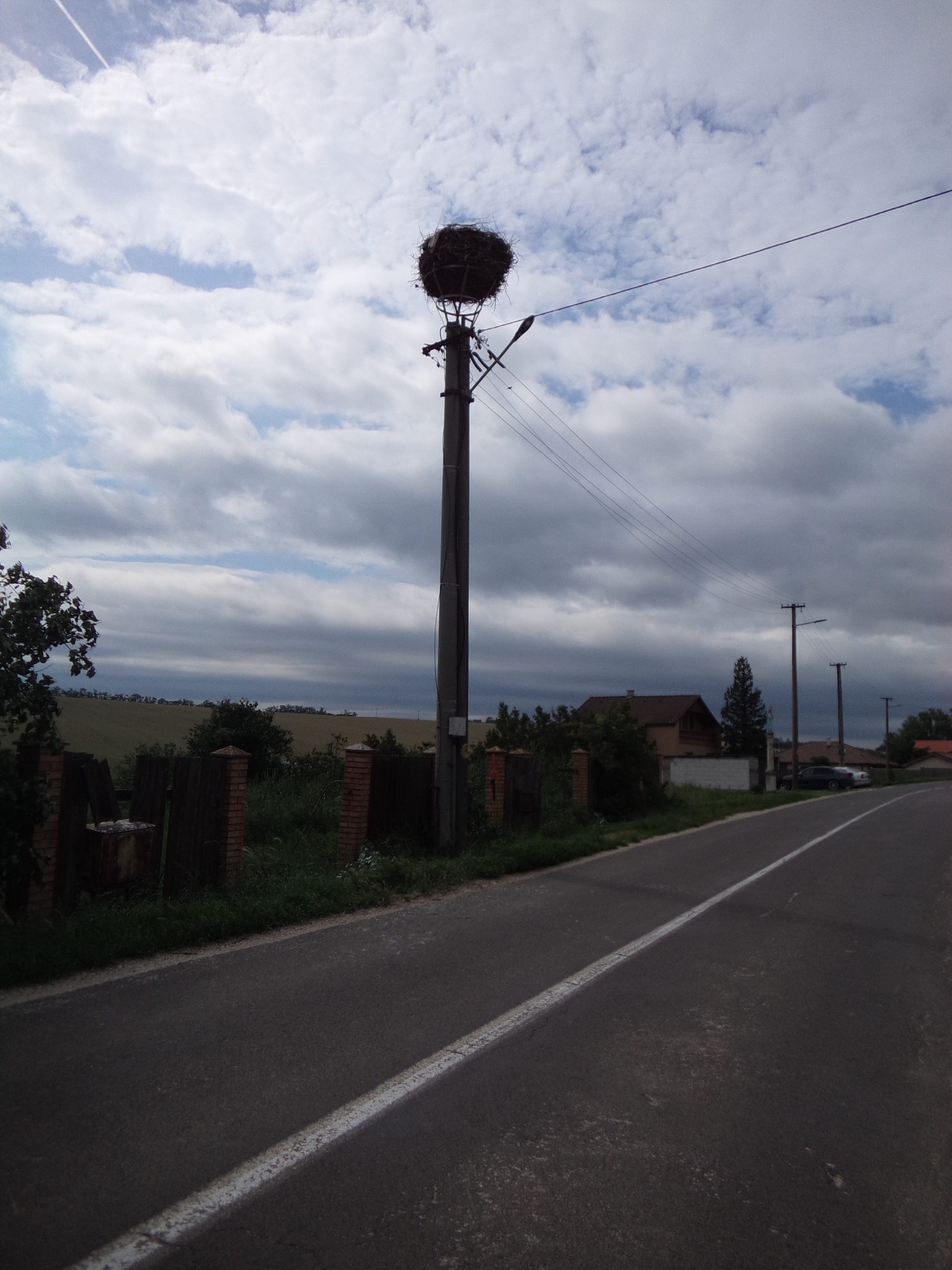
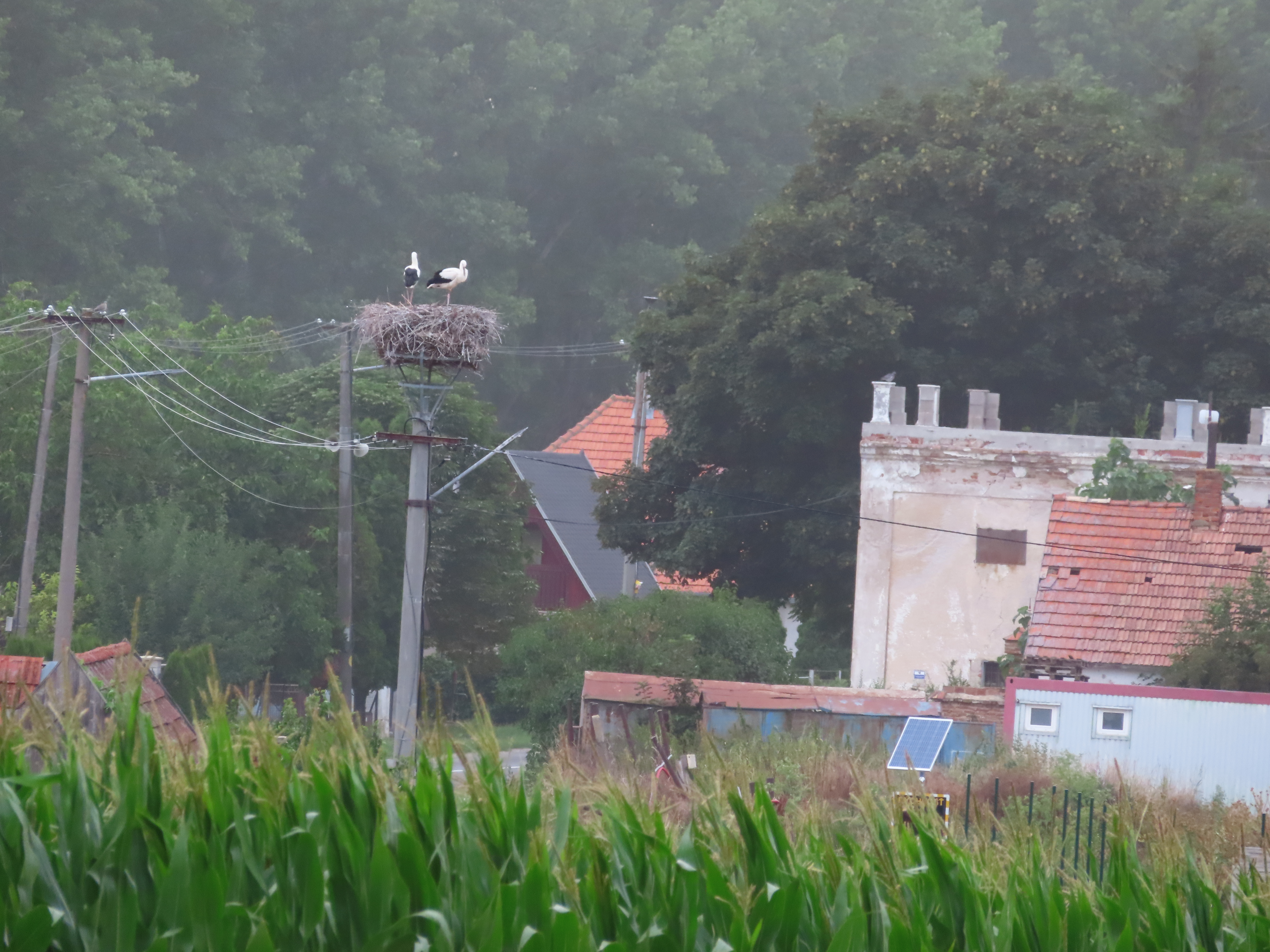
2023

A falurészen egy gólyafészket tartanak nyilván. 2014-ben 3, 2015-ben 4 fiókát számoltak össze.

## Története

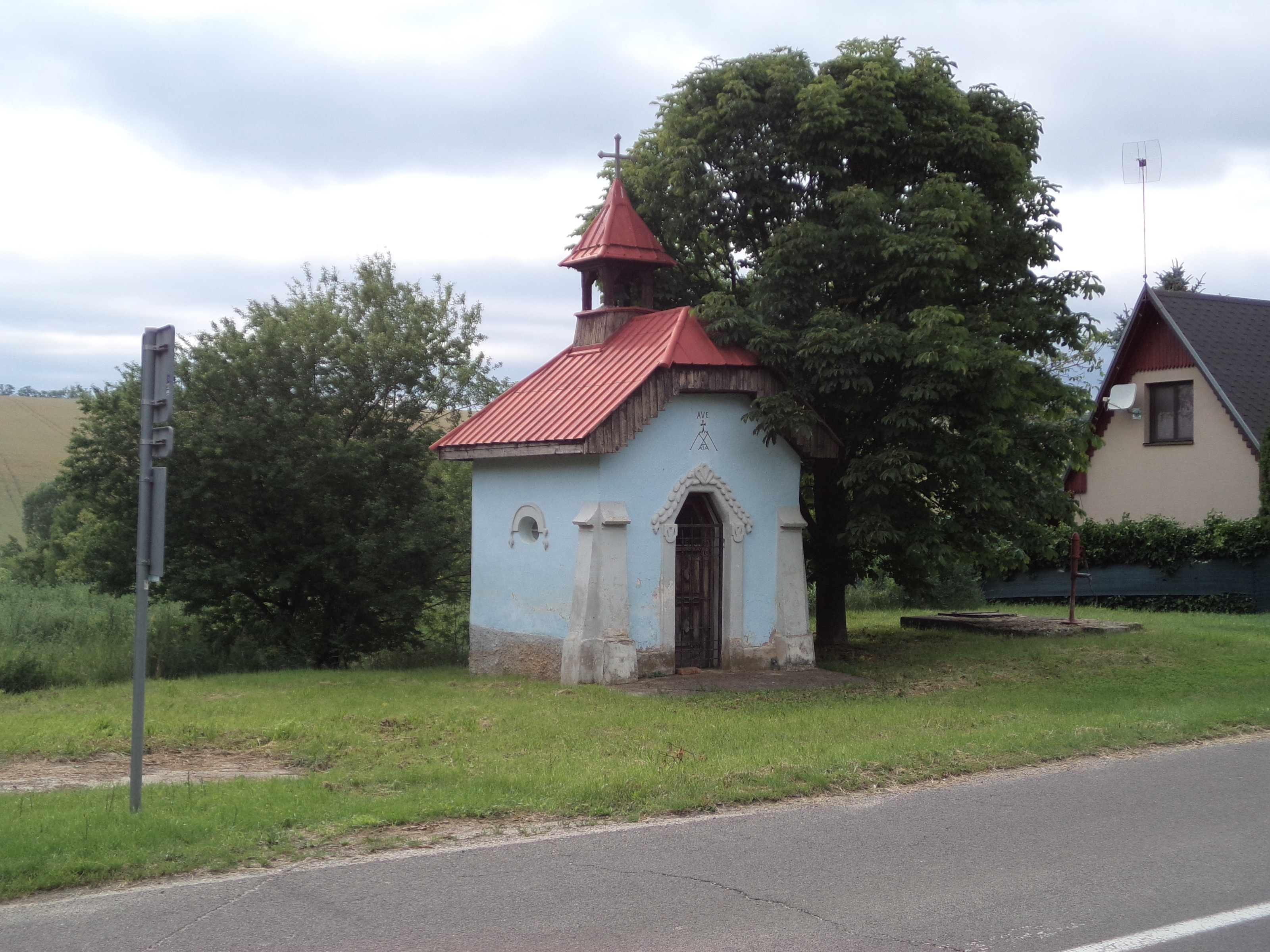
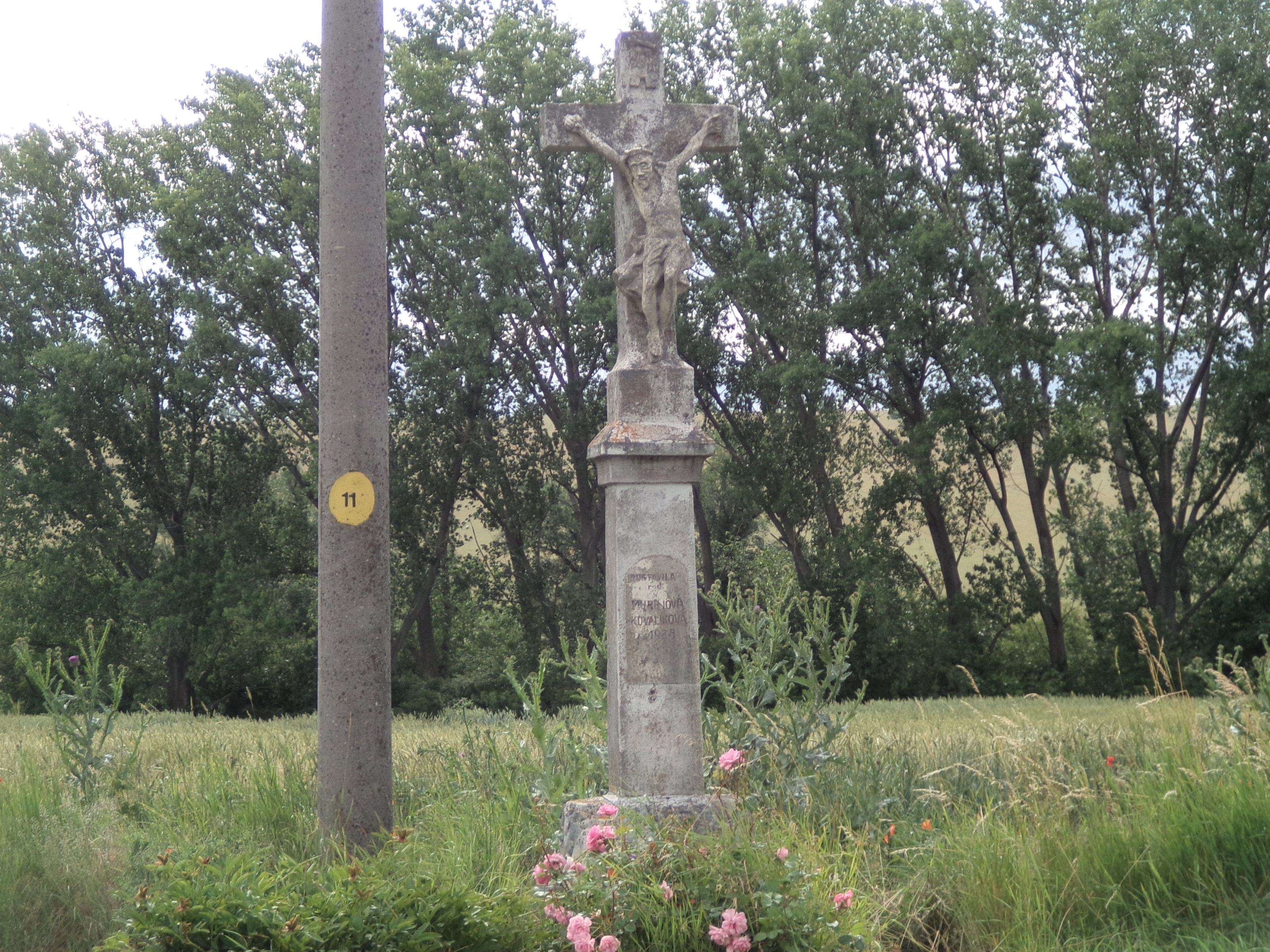
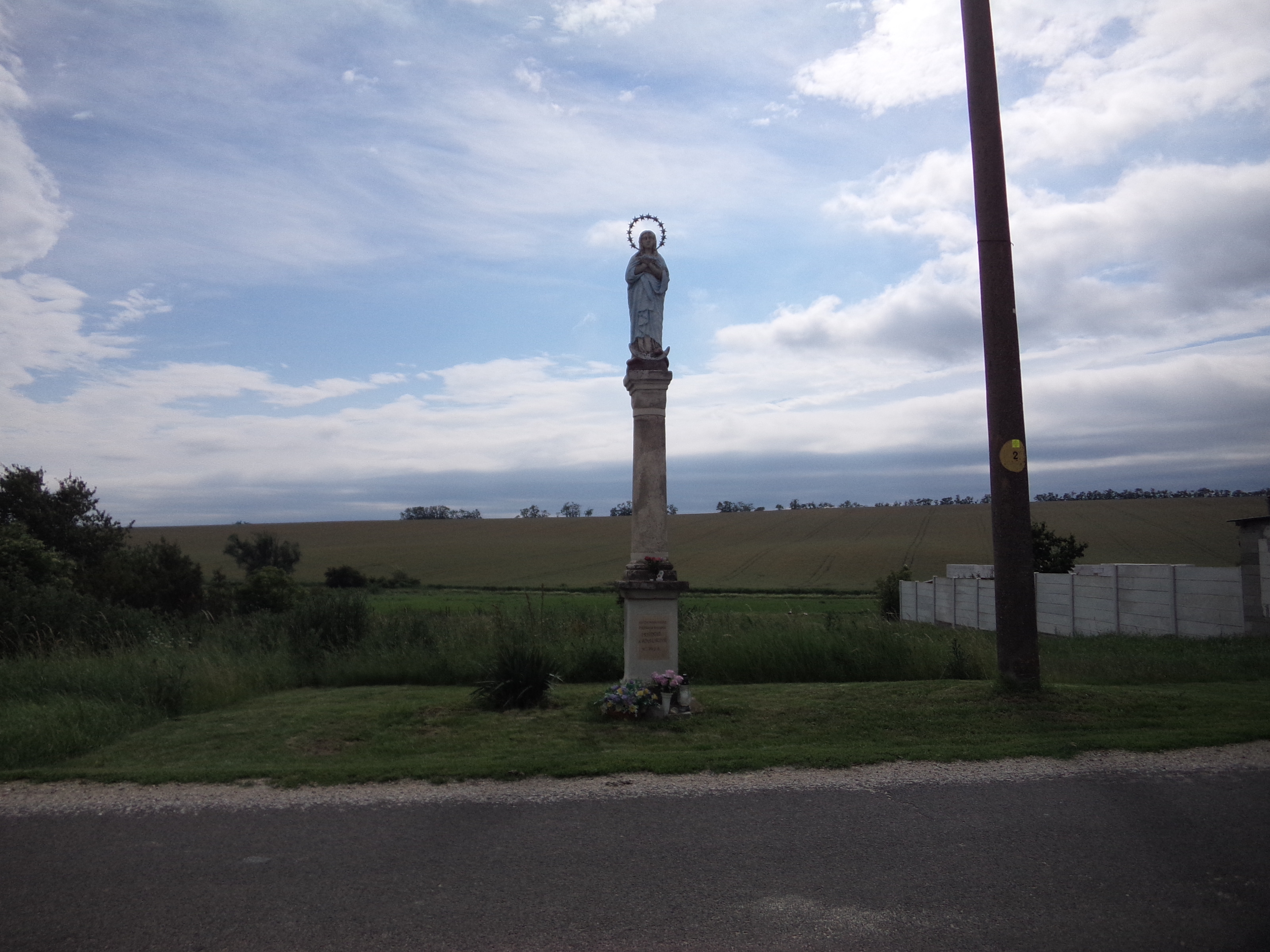

1270-ben Peerch néven említik először. 1326-ban Perk alakban tűnik fel.
1753-ban 5 szabad és 10 zsellércsalád lakta. 1863-ban Nyitraegerszeggel egyesítették.
Vályi András szerint: "PERK. Nemes Perk. Elegyes falu Nyitra Vármegyében, földes Urai Medvetzky, és több Uraságok, lakosai katolikusok, fekszik Suránkához közel, mellynek filiája."
Fényes Elek szerint: "Perk (Nemes), Perkowcze, tót falu, Nyitra vgyében, Nyitrához 1 1/2 óra, 119 kath., 10 evang., 9 zsidó lak. F. u. többen."
Nyitra vármegye monográfiája szerint: "Nemes-Perk, Csupán 7 házból álló kis község, Csabtól keletre. Lakossága csupán 3 izr. vallásu bérlőből és az uradalmakhoz tartozó cselédségből és napszámosokból áll. Lakóinak száma mindössze 127, akik néhány magyar kivételével tótok. 1270-ből származó feljegyzések "Pérk" (Peerch) néven említik. Azelőtt nemesi község volt és több kisbirtokos nemes tulajdonát képezte, mint Cherny, Szabó, Petykó és Gasparovich."
A trianoni békeszerződésig területe Nyitra vármegye Nyitrai járásához tartozott.

## Népessége
1900-ban 122 lakosából 99 szlovák, 18 magyar és 5 német anyanyelvű volt.